# Säg det i toner

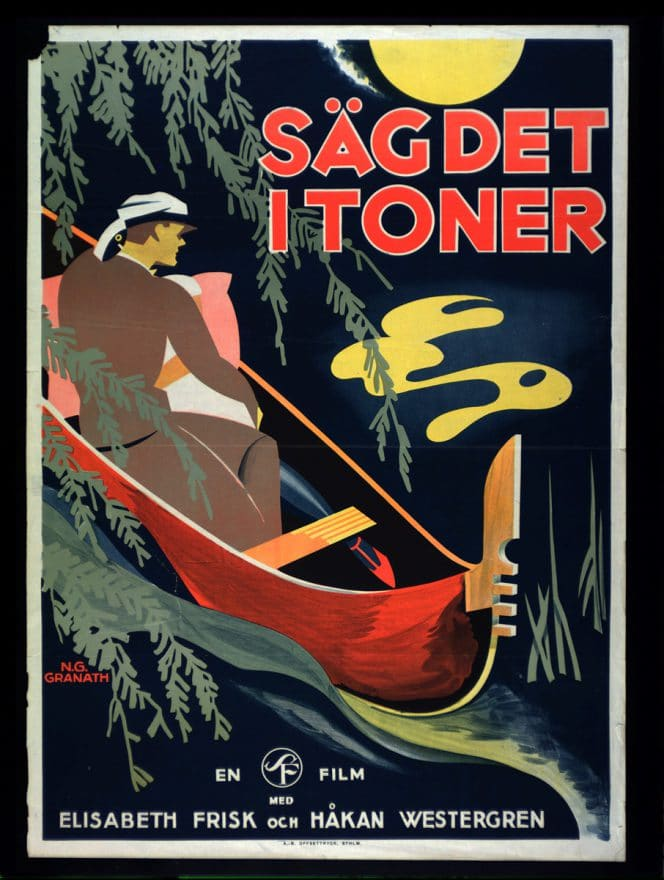
Filmaffisch från 1929

Säg det i toner är en svensk film i regi av Edvin Adolphson och Julius Jaenzon. Filmen annonserades som den första svenska ljudfilmen vid premiären  den 26 december 1929.

## Om filmen
Inspelningen av filmen skedde med ateljéfilmning i Filmstaden Råsunda med exteriörer från Kungliga Tekniska högskolan, Hasselbacken, Gröna Lund med flera Stockholmsmiljöer samt med ljudupptagning vid Lignose Hörfilm System Breusing i Berlin Tyskland av Julius Jaenzon. De Svenske sjöng titelsången "Säg det i toner" som första kör i en ljudfilm. 
Filmen blev en enastående publikframgång inom Sverige och inledde den nya epoken med ljudfilm fast den inte inrymde något tal utan dialogen framfördes som i vanlig stumfilm med text. Musiken och sången framfördes synkroniserat med filmbilderna. Då många biografer i Sverige fortfarande saknade ljudanläggningar visades den även som ren stumfilm. Filmen lanserades också på den tyska biografrepertoaren, under titeln Glücksmelodie, alternativt Akkorde der Liebe.

## Rollista i urval
- Håkan Westergren – Olof Svensson, spårvagnskonduktör, alias Raoul Forain
- Stina Berg – Olofs mor
- Elisabeth Frisk – Lisa Lindahl, studentska
- Tore Svennberg – direktör Lindahl, hennes far, musikförläggare
- Jenny Hasselquist – fru Lindahl, Lisas styvmor
- Margit Manstad – Ingrid Mårtenson, Lisas väninna
- Edvin Adolphson – styvmoderns älskare
- Karl Wehle – schlagerkompositör på musikförlaget Harmoni
- Nils Ohlin – herre på musikförlaget
- Arne Lindenbaum – herre på musikförlaget
- Aina Rosén – kontorist på musikförlaget
- Stina Ståhle – kontorist på musikförlaget
- Justus Hagman – kamrer på musikförlaget
- Kurt Welin – student på Hasselbacken
- Helga Brofeldt – kvinna på Hasselbacken
- Åke Uppström – studentkamrat till Olof
- Sture Lagerwall – studentkamrat till Olof

## Musik i filmen

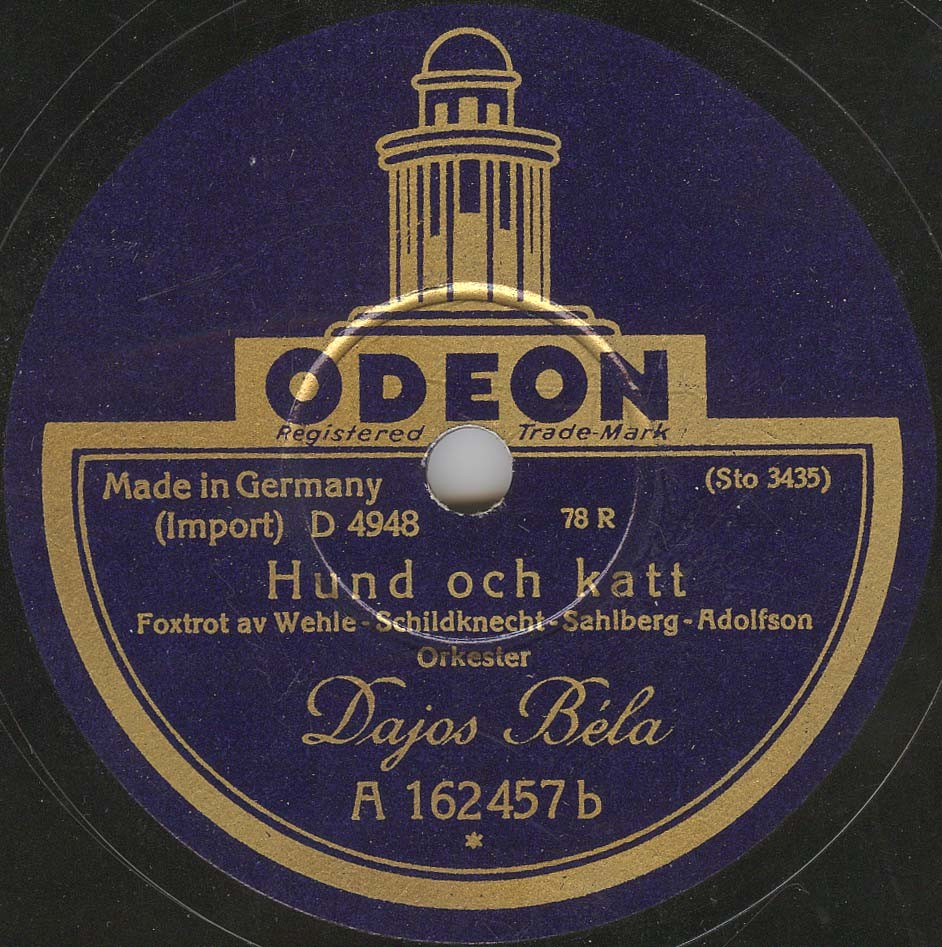
Etiketten till en skivutgåva på Odeon av Hund och katt, en av melodierna ur Säg det i toner (1929).

- Säg det i toner, kompositör Jules Sylvain, text Karl-Ewert, sång Hilmer Borgeling som dubbar Håkan Westergren
- Varje liten tanke, kompositör Sonja Sahlberg
- Hund och katt, kompositör Karl Wehle, Björn Schildknecht, Rudolf Sahlberg och Edvin Adolphson, sång Karl Wehle
- Hjärtan som brinna, kompositör Schild och Grews
- Sjungom studentens lyckliga dag (Studentsång), kompositör Prins Gustaf, text Herman Sätherberg
- Fjäriln vingad syns på Haga, kompositör och text Carl Michael Bellman
- Ulla! Min Ulla, kompositör och text Carl Michael Bellman
- Vila vid denna källa (Oförmodade avsked, förkunnat vid Ulla Winblads frukost en sommarmorgon i det gröna), kompositör och text Carl Michael Bellman
- Är jag född så vill jag leva, kompositör och text Carl Michael Bellman